# 묵호항선
묵호항선(墨湖港線)은 강원특별자치도 동해시의 동해역에서 묵호항역을 경유, 묵호역에서 합류하는 한국철도공사의 철도 노선으로, 항만인입선 기능을 하는 영동선의 지선이다.

## 노선 정보
- 노선 거리 : 5.9km
- 운영 기관 : 한국철도공사(전 구간)
- 궤간 : 1435mm(표준궤)
- 통행 방식 : -
- 역 수 : 3
- 복선 구간 : 없음
- 전철화 구간 : 없음
- 보안 장치 : 자동폐색, ATS

## 역 목록
| 역명   | 로마자 역명 | 한자 역명 | 역간거리 (km) | 영업거리 (km) | 접속 노선            | 소재지         | 소재지 |
| ------ | ----------- | --------- | ------------- | ------------- | -------------------- | -------------- | ------ |
| 동해   | Donghae     | 東海      | 0.0           | 0.0           | 영동선 삼척선 북평선 | 강원특별자치도 | 동해시 |
| 묵호항 | Mukhohang   | 墨湖港    | 5.1           | 5.1           |                      | 강원특별자치도 | 동해시 |
| 묵호   | Mukho       | 墨湖      | 0.8           | 5.9           | 영동선               | 강원특별자치도 | 동해시 |

## 노선 특징
이 구간은 화물 전용 노선으로 쓰이고 있으며, 여객열차는 1961년 이래로 운행하지 않는다.
2005년도 철도통계연보에 따르면 묵호항선을 경유하는 정기열차의 열차운행 빈도는 다음과 같다.
| 선구        | 선로용량 | 일반여객 | 전동차 | 화물열차 | 운행총계 |
| ----------- | -------- | -------- | ------ | -------- | -------- |
| 동해~묵호항 | 35       | -        | -      | 1        | 1        |

## 차량
- 기관차
  - 7500호대 디젤 기관차
  - 4400호대 디젤 기관차

## 역사

### 개요
묵호항선은 최초에 삼척철도주식회사에 의해서, 삼척탄전 일대의 석탄을 일본으로 반출하기 위해 묵호~철암간에 건설된 사철 철암선이 그 시초이다. 당시의 건설에서 이 노선은 상당히 험준한 삼척탄전의 조건과, 당장에 화물 수송에 치중하여 속성으로 부설했기 때문에 스위치백 구간 및 인클라인 구간 등 애로개소를 많이 가진 것이었다. 이후, 해방과 분단 과정에서 이 철암선의 연장과 타 노선과의 연장을 통해 강원도 및 동해안 일대의 노선망을 영동선으로 정비하면서, 항만인입선으로 부설된 묵호항선은 본선에서 제외되어 지선으로 전환되었다.
그러나, 1960년대에 이르러 석탄 및 양회의 수송량 증가로 해당 지역의 철도용량이 부족하게 되어, 묵호항 인입 철도의 정비가 착수되었다. 이 과정에서 옥계발 석탄화물의 취급을 위한 묵호~묵호항간의 단선 인입선로가 추가 건설되었고, 또한 북평~묵호항간의 철도 역시 초기 부설된 구간을 상행선으로, 부분 병행하는 영동선을 하선으로 활용하도록 배선을 정비하여 복선화를 달성, 지금에 이르고 있다.

### 연혁
- 1936년 3월 2일 : 삼척철도주식회사, 정라~도계간 35.7km의 철도부설면허 취득
- 1937년 3월 25일 : 정라~도계간에서 묵호(현 묵호항)~도계간 41.7km로 부설면허 변경
- 1940년 8월 1일 : 철암선 묵호~도계간 41.7km 완공
- 1960년 2월 7일 : 동해북부선 북평~경포대간 착공
- 1961년 5월 5일 : 북평~옥계 17.5km간 개통, 묵호역이 묵호항역으로 개칭되고 여객 취급 중지
- 1962년 11월 6일 : 옥계~경포대간 32.8km 개통
- 1963년 5월 27일 : 영암선(영주~철암), 철암선(철암~북평), 동해북부선(북평~경포대)를 통합하여 영동선으로 개명, 북평~묵호항 간은 지선으로 전환
- 1970년 1월 1일 : 묵호~묵호항 간 0.8km 완공으로 전 구간이 개통됨[1]
- 1984년 6월 1일 : 북평역, 동해역으로 개명
- 2006년 8월 21일 : 도로확장에 따른 송정철도가도교 개량 공사 착공( ~ 2008년 3월 3일)
- 2019년 4월 17일 : 철도 노선번호 변경에 따라 31303로 변경[2]

## 미래
묵호항선에 대해서 해당 지역 도로 확장에 따른 교량 재시공을 제외하면, 향후 별다른 개량 계획은 없으나, 묵호항선은 동해지역의 주요 항만의 인입철도로서 노선 폐지의 가능성은 거의 없다.

## 참고 문헌
1. ↑  철도청고시 제170호, 1969년 12월 23일.
2. ↑  국토교통부고시 제2019-173호, 2019년 4월 17일.